# New Portland
New Portland es un pueblo ubicado en el condado de Somerset en el estado estadounidense de Maine. En el Censo de 2010 tenía una población de 718 habitantes y una densidad poblacional de 6,27 personas por km².

## Geografía
New Portland se encuentra ubicado en las coordenadas 44°53′57″N 70°4′12″O / 44.89917, -70.07000. Según la Oficina del Censo de los Estados Unidos, New Portland tiene una superficie total de 114.56 km², de la cual 113.65 km² corresponden a tierra firme y (0.8%) 0.91 km² es agua.

## Demografía
Según el censo de 2010, había 718 personas residiendo en New Portland. La densidad de población era de 6,27 hab./km². De los 718 habitantes, New Portland estaba compuesto por el 98.19% blancos, el 0.14% eran afroamericanos, el 0.56% eran amerindios, el 0.14% eran asiáticos, el 0% eran isleños del Pacífico, el 0% eran de otras razas y el 0.97% pertenecían a dos o más razas. Del total de la población el 0.28% eran hispanos o latinos de cualquier raza.